# Mabra
Mabra is een geslacht van vlinders van de familie van de grasmotten (Crambidae), uit de onderfamilie van de Pyraustinae. De wetenschappelijke naam van dit geslacht is voor het eerst voorgesteld door Frederic Moore in een publicatie uit 1885.

## Soorten
- M. daulialis (Warren, 1896)
- M. elephantophila Bänziger, 1985
- M. eryxalis (Walker, 1859)
- M. fauculalis (Walker, 1859)
- M. fuscipennalis Hampson, 1897
- M. haematophaga Bänziger, 1985
- M. lacriphaga Bänziger, 1985
- M. metallescens (C.Felder, R. Felder & Rogenhofer, 1875)
- M. russoi Schaus, 1940